# Krasińscy herbu Ślepowron

Herb Ślepowron

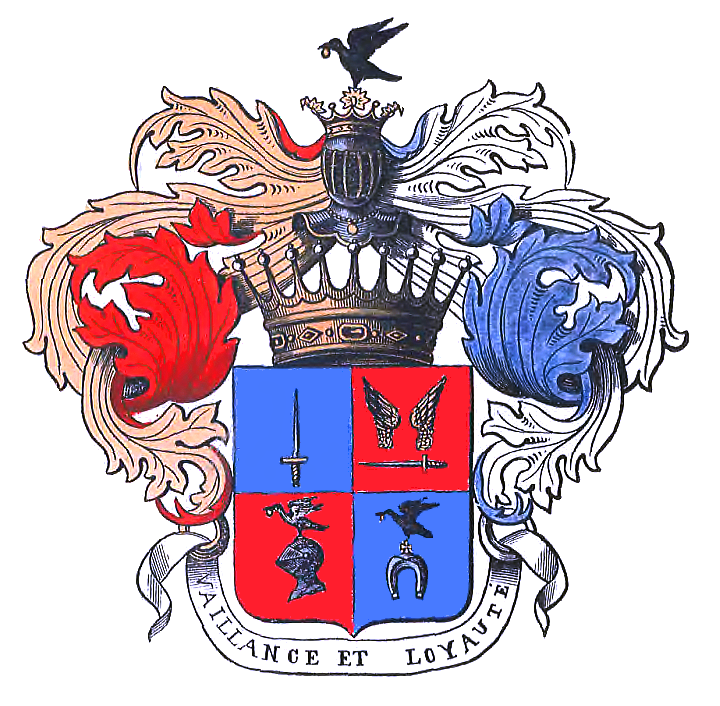
Herb hrabiowski rodziny Krasińskich

Krasińscy herbu Ślepowron – rodzina wywodząca się z Mazowsza, pieczętująca się herbem Ślepowron już w XIV wieku. Ród ten oprócz Mazowsza licznie występował też na Litwie i w późniejszej Galicji.
Do rodziny Krasińskich należało wielu wybitnych żołnierzy, senatorów, biskupów, posłów, wojewodów, starostów, pisarzy i wielu innych. Najbardziej znanym przedstawicielem rodu jest Zygmunt Krasiński.
Jedna z siedzib tego rodu znajdowała się w miejscowości Krasne koło Ciechanowa, skąd przyjęto rodowe nazwisko.

## Przodkowie rodu i pierwsze pokolenia Krasińskich
- Sławomir z Krasnego, wzmiankowany w 2 poł. XIV w.; jego synowie:
  - Rosław; jego córka:
    - Dobiesława

  - Jasiek, żonaty ze Śmichną; ich syn:
    - Sławomir (Sławek), sędzia ziemski rożański i makowski (1427-1451); od jego synów wywodzić się mieli Rembowscy, Łanieccy i Szczuccy; synami Sławka byli także:
      - Jakub z Pienic
      - Mikołaj z Krasnego, stolnik ciechanowiecki (1468-1483); jego żona miała na imię Katarzyna a synowie:
        - Jan, ksiądz
        - Jakub
        - Andrzej (zm. 1497), żonaty z Aleksandrą Dzierzgowską; ich dziećmi byli:
          - Magdalena, żona Wojciecha Koziebrodzkiego
            - Mikołaj - sufragan włocławski
            - Jan, (zm. 1546), podstoli wyszogrodzki, stolnik ciechanowski, żonaty z Katarzyną z Murowanego Mniszewa; ich dzieci:
              - Anna Szydłowska
              - Barbara Komorowska
              - Dorota primo voto Pczeńska, secundo voto Brzeska
              - Eufemia Łossowska
              - Mikołaj (zm. 1575), kanonik gnieźnieński i krakowski
              - Wojciech (zm. 1590), kasztelan sierpski, żonaty z Zofią z Ciemniewskich, protoplasta starszej gałęzi rodu
              - Franciszek (zm. 1577), podkanclerzy koronny, biskup krakowski
              - Stanisław (zm. 1598), archidiakon krakowski
              - Andrzej, sędzia ziemski ciechanowski, żonaty z Katarzyną Czernicką, protoplasta młodszej gałęzi rodu

## Starsza gałąź rodu Krasińskich
- Wojciech (zm. 1590), kasztelan sierpski, żonaty z Zofią z Ciemniewskich; ich syn:
  - Mikołaj (zm. 1618), podkomorzy rożański, żonaty z Petronellą Szczawińską; ich dzieci:
    - Katarzyna Wesslowa
    - Regina 1-mo v. Załuska, 2-do v. Oborska
    - Stanisław, kasztelan sierpski, żonaty z Agnieszką Wesslówną; ich dzieci:
      - Jan
      - Franciszek (zm. przed 1667), żonaty z Katarzyną Wyszeńską, a następnie z Marcjanną Kępską; jego córką była:
        - Zofia Chamska

      - Adam, syn kasztelana Stanisława, kanonik płocki; ich siostra:
      - Zofia

    - Paweł, syn podkomorzego Mikołaja, proboszcz kaliski; jego brat:
    - Jan, wojski rożański, żonaty z Dorotą Nieborską; ich dzieci:
      - Marianna 1-m v. Chomiakowa, 2-do v. Hołowińska
      - Anna Kołodyńska
      - Petronella Długopolska
      - Felicjan, żonaty z Krystyną Siewierską; ich córka:
        - Teodora Karska

      - Mikołaj, syn wojskiego Jana, kanonik pułtuski
      - Stefan, wojski ciechanowski, żonaty z Elżbietą Kozicką, potem z Marianną Zielińską
      - Żygmunt, żonaty z Ewą Bielińską
      - Jan, żonaty z nieznaną z imienia Kryską, a następnie z Dorotą Kozicką; ich dzieci:
        - Franciszka Łysakowska
        - Elżbieta Nieborska
        - Cecylia Zdrojowska
        - Zofia
        - Stefan, żonaty z Teresą Rudzką
        - Marcin
        - Paweł, cześnik ciechanowski, żonaty z Anną Zielińską; ich potomstwo:
          - Marianna Łysakowska
          - Helena Wkryńska
          - Franciszek (1710-1752), podstoli zawskrzyński, żonaty z Katarzyną Zielińską, potem z Bogumiłą Nieborską, protoplasta pierwszej odnogi starszej gałęzi rodu
          - Jakub, żonaty z Heleną Przerembską, protoplasta drugiej odnogi starszej gałęzi rodu
          - Adam, podkomorzy ciechanowski, generał major, żonaty z Franciszką z Podoskich
          - Antoni, porucznik wojsk litewskich, żonaty z Ewą Wiktorią z Kochanowskich
          - Andrzej
          - Stanisław, żonaty z Marianną Szawłowską, protoplasta trzeciej odnogi starszej gałęzi rodu

## Pierwsza odnoga starszej gałęzi
- Franciszek (1710-1752), podstoli zawskrzyński, żonaty z Katarzyną Zielińską, potem z Bogumiłą Nieborską
  - Michał (zm. 1812), żonaty z Marianną z Zienkiewiczów; ich dzieci:
    - Kajetan
    - Felicjanna
    - Józefa
    - Tekla
    - Antonina
    - Zuzanna

  - Anna, córka podstolego Franciszka; jej brat:
  - Ludwik, podstoli zawskrzyński, generał adiutant, żonaty z Katarzyną ze Staniszewskich; ich synowie:
    - Tomasz, archidiakon kamieniecki
    - hr. Józef, żonaty z Katarzyną Sztermer; ich dzieci:
      - Kordula, 1-mo v. Horodyska, 2-do v. hr. Fredrowa
      - Elżbieta hr. Dunin-Borkowska
      - Marianna Jabłonowska
      - hr. Julian, oficer
      - hr. Piotr (zm. 1866), pułkownik, żonaty z Aleksandrą Pawlikowską
      - hr. Leopold (zm. 1848), podkomorzy austriacki
      - hr. August (1797-1857), żonaty z Joanną z Krasińskich; ich syn:
        - hr. Ludwik (ur. 1833-1895), grand hiszpański, szambelan austriacki, kawaler maltański; żonaty z Elizą z hr. Branickich hr. Krasińską, wdową po poecie Zygmuncie, potem z Magdaleną z Zawiszów; córka z drugą:
          - Maria Ludwika Krasińska (1883-1958), która wyszła za mąż za Adama Ludwika ks. Czartoryskiego

## Druga odnoga starszej gałęzi
- Jakub, żonaty z Heleną Przerembską; ich syn:
  - Michał, żonaty z Teresą Załuską; ich syn:
    - Jan, żonaty z Marianną Tychowiecką; ich syn:
      - Stefan, żonaty z Agnieszką Wiszniewską; ich synowie:
        - Adam Stanisław (1810-1891), biskup wileński
        - Wojciech Kazimierz Marceli (1822- 1879)

## Trzecia odnoga starszej gałęzi
- Stanisław, żonaty z Marianną Szawłowską; ich dzieci:
  - Teresa Nowodworska
  - Wojciech (1745-?), żonaty z Wiktorią Wyszkowską; ich synowie:
    - Hilary (1772-?), pułkownik artylerii
    - Erazm (zm. 1813)
    - Izydor (1774-1840), generał broni, minister wojny, żonaty z Barbarą z hr. Krasickich
    - Chryzanty (1777-1820), żonaty z Ludwiką Orzeszkówną; ich dzieci:
      - Adela de Grandville
      - Henryk (1803-1878)
      - Bolesław (1809-?), oficer inżynierii, żonaty z Ludwiką Wąsowiczówną
      - Wincenty (1817-?), żonaty z Eustachią z Świętosławskich; ich dzieci:
        - Maria Ostrowska
        - Zofia
        - Józef (1846-?), żonaty z Kamillą Rohland; ich dzieci:
          - Władysław (1883-?)
          - Zofia

        - Piotr (1847-?), syn Wincentego
        - Gabriel (1849-?), także syn Wincentego

## Młodsza gałąź rodu Krasińskich
- Andrzej, sędzia ziemski ciechanowski, żonaty z Katarzyną Czernicką; ich dzieci:
  - Anna Radzanowska
  - Dorota Wodyńska
  - Jan Andrzej (1550-1612), archidiakon krakowski, sekretarz królewski, autor „Polonii”
  - Franciszek (m. 1603), sędzia ziemski ciechanowski, kasztelan ciechanowski, żonaty z Katarzyną Kołozębską, potem z Zofią Niemojewską; jego córkami były:
    - Emercjanna Grzybowska
    - Anna Garwaska
    - Katarzyna 1-mo v. Kretkowska, 2-do v. Sierakowska

  - Stanisław (zm. 1617), wojewoda płocki, syn sędziego Andrzeja, żonaty z Małgorzatą Staroźrebską, potem z Anną Michowską; jego potomstwo:
    - Zuzanna
    - Elżbieta Kucińska
    - Zofia 1-mo v. Ligęzina, 2-do v. Ossolińska
    - Katarzyna 1-mo v. Rusiecka, 2-do v. Kazimirska
    - Dorota Kosmaczewska
    - Dominik
    - Aleksander
    - Aleksander (drugi tego imienia)
    - Wojciech, kanonik krakowski
    - Franciszek
    - Stanisław (zm. 1654), kasztelan płocki, żonaty z Katarzyną Szczawińską, potem z Teodorą Grzybowską, a na koniec z Barbarą Noskowską; protoplasta pierwszej odnogi młodszej gałęzi rodu
    - Gabriel (zm. 1676), kasztelan płocki, żonaty z Zofią z Lanckorońskich; protoplasta drugiej odnogi
    - Jan Kazimierz (1607-1669), sekretarz królewski, poseł na sejmy, podkomorzy ciechanowski, kasztelan ciechanowski, kasztelan warszawski, wojewoda płocki, podskarbi wielki koronny, żonaty z Urszulą z Grzybowskich, potem z Amatą Andrault hr. de Langeron;  protoplasta trzeciej odnogi
    - Ludwik (zm. 1644), żonaty z Agnieszką z Kryskich, kasztelan ciechanowski, żonaty z Agnieszką z Kryskich; protoplasta czwartej odnogi

## Pierwsza odnoga młodszej gałęzi rodu
- Stanisław (zm. 1654), kasztelan płocki, żonaty z Katarzyną Szczawińską, potem z Teodorą Grzybowską, a na koniec z Barbarą Noskowską; jego potomstwo:
  - Jan
  - Mikołaj, kanonik płocki
  - Władysław, chorąży płocki
  - Jakub (zm. 1660), podkomorzy płocki, żonaty z Joanną Olędzką
  - Józef
  - Cecylia
  - Anna Gembicka
  - Marianna Zarembina

## Druga odnoga młodszej gałęzi rodu
- Gabriel (zm. 1676), kasztelan płocki, żonaty z Zofią z Lanckorońskich; ich dzieci:
  - Barbara Stradomska
  - Konstancja Przerembska
  - Anna 1-mo v. Przerembska, 2-do v. Stokowska
  - Zofia Skorkowska
  - Aleksandra, zakonnica
  - Katarzyna Jawornicka
  - Gabriel
  - Mikołaj (zm. 1706), kasztelan małogoski, żonaty z Katarzyną Derszniakówną; ich dzieci:
    - Teofila, zakonnica
    - Franciszka
    - Jan, cysters
    - Stanisław, żonaty z Teresą z Ożarowskich
    - Aleksander (zm. 1730), kasztelan wiślicki, żonaty z Salomeaą z Trzcińskich; ich dzieci:
      - Salomea
      - Barbara
      - Teresa
      - Zofia 1-mo v. Tarłowa, 2-do v. ks. Lubomirska
      - Wojciech
      - Józef
      - Stanisław, starosta nowokorczyński, żonaty z Anielą Humięcką; ich dzieci:
        - Zofia Wodzicka
        - Barbara Świdzińska
        - Marianna hr. Tarnowska
        - Franciszka Krasińska (1742-1796), żona królewicza polskiego, księcia saskiego, kurlandzkiego i semigalskiego, Karola Krystiana Wettyna, syna króla Augusta III

## Trzecia odnoga młodszej gałęzi rodu
- Jan Kazimierz (1607-1669), sekretarz królewski, poseł na sejmy, podkomorzy ciechanowski, kasztelan ciechanowski, kasztelan warszawski, wojewoda płocki, podskarbi wielki koronny, żonaty z Urszulą z Grzybowskich, potem z Amatą Andrault hr. de Langeron; jego dzieci:
  - Joanna Maria Noskowska
  - Jan Dobrogost, pułkownik królewski, referendarz koronny, starosta warszawski, żonaty z Teresą Chodkiewiczówną, a potem z Jadwigą Teresą Jabłonowską; jego dzieci:
    - Jakub
    - Kazimierz
    - Jan
    - Stanisław Bonifacy, kasztelan płocki, żonaty z Różą z Ogińskich, ich dzieci:
      - Jan
      - Michał
      - Augustyn
      - Błażej Jan, starosta przasnyski, nowomiejski i opinogórski, żonaty z Marią z Czarnkowskich; ich córka:
        - Konstancja Aniela (zm. 1731)

## Czwarta odnoga młodszej gałęzi rodu
- Ludwik (zm. 1644), gnieszką z ryskich kasztelan ciechanowski, żonaty z Agnieszką z Kryskich; ich dzieci:
  - Anna Maria 1-mo v. Podoska, 2-do v. Lanckorońska
  - Ludwika Zawadzka
  - Olbrycht, wojewoda mazowiecki, żonaty z Zuzanną Koniecpolską, a potem z Marią Ludwiką Golczówną
  - Stanisław, kustosz poznański, proboszcz płocki
  - Hilary
  - Dominik, kasztelan ciechanowski, żonaty z Katarzyną z Młockich; protoplasta odgałęzienia „oboźnińskiego”
  - Felicjan (zm. 1697), podkomorzy ciechanowski, żonaty z Zofią Garczyńską; protoplasta odgałęzienia „opinogórskiego”

## Odgałęzienie „oboźnińskie”
- Dominik, kasztelan ciechanowski, żonaty z Katarzyną z Młockich; ich dzieci:
  - Ludwika Gołyńska
  - Jan
  - Wojciech
  - Paweł (zm. 1713), sędzia ziemski ciechanowski
  - Jakub (1658-1737), kasztelan ciechanowski, żonaty z Barbarą Kuklińską; ich dzieci:
    - Barbara, żona Józefa Czernego
    - Paweł, kanonik regularny
    - Stanisław
    - Wojciech
    - Jan Chryzostom, biskup lotaryński, sufragan chełmski
    - Antoni, kasztelan zakroczymski, żonaty z Barbarą Zielińską; ich dzieci:
      - Magdalena
      - Aniela Dembowska
      - Elżbieta Dembowska
      - Anna Szumanczowska
      - Rozalia Szabłowska
      - Jan, ksiądz
      - hr. Kazimierz (1725-1802), oboźny koronny, żonaty z Eustachią Potocką, następnie z Elżbietą Potocką, a wreszcie z Anną Ossolińską; jego dzieci:
        - Elżbieta Jaraczewska
        - hr. Józef Wawrzyniec, senator kasztelan, wielki ochmistrz i podczaszy dworu, żonaty z Emilią z Ossolińskich; ich dzieci:
          - Marianna hr. Łubieńska
          - Paulina Górska
          - hr. Stanisław, żonaty z Dorotą z ks. Jabłonowskich; ich córki:
            - Jadwiga ks. Radziwiłłowa
            - Maria hr. Krasicka

          - hr. Karol (1812-1870), syn hr. Józefa, żonaty z Amelią z hr. Łubieńskich;
          - hr. Adam (1821-1903), syn hr. Józefa, żonaty z Karoliną z hr. Mycielskich; ich dzieci:
            - hr. Józef, ordynat opinogórski, żonaty z Heleną z hr. Stadnickich; ich dzieci:
              - Franciszka ks. Woroniecka
              - hr. Jadwiga (zm. 1876)
              - Iza hr. Brzozowska
              - hr. Helena (zm. 1879)
              - Zofia hr. Brzozowska
              - hr. Edward (1870-1940), ordynat opinogórski

            - hr. Kazimierz, syn hr. Adama, żonaty Józefą Gawrońską, a potem z Martą z hr. Pusłowskich; jego dzieci:
              - hr. Maria (z pierwszego małżeństwa, 1879-1895)
              - hr. Michał (z drugiego małżeństwa, 1883-1939), żonaty z Marią Anną z ks. Czartoryskich; ich dzieci:
                - hr. Stanisław (1914-1997), żonaty Zuzanną Albertą Hermans (córka), a następnie z Marią Zofią Hilchen (syn); dzieci:
                  - hr. Maria Weronika
                  - hr. Piotr Zygmunt, żonaty z Anną Molesworth Saint Aubyn; ich dzieci:
                    - hr. Adam Tadeusz
                    - hr. Lara Maria
                    - hr. Stanisław Kemyel

                - hr. Andrzej Marek, syn hr. Michała; żonaty z Barbarą Pniewską, a następnie z Ewą Magdaleną Konig
                - hr. Anna
                - hr. Joanna
                - hr. Helena
                - hr. Teresa
                - hr. Wanda
                - hr. Jadwiga

              - hr. Franciszek Kazimierz (syn hr. Kazimierza z drugiego małżeństwa, 1887-1973), żonaty z Izabellą Marią Potocką; ich dzieci:
                - hr. Jadwiga Maria
                - hr. Izabela Maria
                - hr. Jan Kazimierz (ur. 1924); żonaty z Wandą Zofią z ks. Lubomirskich (dwóch synów), a następnie z Krystyną Strzetelską (dwoje dzieci); potomstwo:
                  - hr. Krzysztof
                  - hr. Dominik
                  - hr. Anna
                  - hr. Piotr

## Odgałęzienie „opinogórskie”
- Felicjan (zm. 1697), podkomorzy ciechanowski, żonaty z Zofią Garczyńską; ich dzieci:
  - Antoni
  - Stanisław
  - Jan Józef, kasztelan wiski, żonaty z Elżbietą Teresą Sołtykówną, a następnie z Ewą Trojanowską; jego dzieci:
    - Adam Stanisław (1714-1800), biskup kamieniecki
    - Ignacy, żonaty z Marianną z Krasińskich 1-mo v. Jordanową, a następnie z Agnieszką Potkańską; ich córka:
      - Anna, 1-mo v. Walicka, 2-d0 v. Bronikowska

    - Michał Hieronim (1712-1784), syn kasztelana Jana, podkomorzy różański, marszałek konfederacji barskiej, żonaty z Aleksandrą Załuską; ich dzieci:
      - Marianna, 1-mo v. Jordanowa, 2-do v. Krasińska
      - Aniela
      - Joanna Dłuska
      - Adam, starosta ciechanowski, żonaty z Katarzyną z Burskich; ich córka:
        - Joanna, żona Augusta Krasińskiego

      - Jan (1756-1784), syn podkomorzego Michała Hieronima, starosta opinogórski, żonaty z Antoniną z Czackich; ich syn:
        - hr. Wincenty (1782-1858), generał jazdy, senator wojewoda, członek Rady Państwa, starosta opinogórski, ordynat opinogórski, żonaty z Marią z ks. Radziwiłłów; ich dzieci:
          - Laura Antonina (zm. 1804)
          -  hr. Zygmunt Krasiński (1812-1859) – wieszcz narodowy, ordynat opinogórski; żonaty z Elizą z hr. Branickich; ich dzieci:
            - Maria hr. Raczyńska
            - hr. Zygmunt (1846-1867)
            - hr. Władysław (1844-1873), ordynat opinogórski, żonaty z Różą z hr. Potockich; ich dzieci;
              - hr. Adam (1870-1909), żonaty z Wandą z hr. Badenich, ordynat opinogórski
              - Elżbieta hr. Tyszkiewiczowa
              - hr. Zofia

## Inne rody Krasińskich
Oprócz Krasińskich z Krasnego istniały rody: 
- Krasińskich z Krasina,
- Krasińskich na Białorusi,
- Krasińskich na Litwie,
- Krasińskich na Ukrainie,
- Krasińskich na Wołyniu,
- Krasińskich w sieradzkiem.

Rodziny te niekiedy utożsamiały się z Krasińskimi z Krasnego.

## Różni Krasińscy
Oprócz tego wzmiankowani byli różni Krasińscy, którzy nie wiadomo, do którego z rodów (bądź do której gałęzi) należeli:
Stefan wzmiankowany (1396) w Gnieźnie. 
Marcisz Krasieński (!) żonaty był z Katarzyną z Raciechowic (zm. 1464 jako wdowa).
W 1573 Piotr syn Stanisława z diecezji gnieźnieńskiej studiował na Uniwersytecie Krakowskim. 
W 1585 studentem tej uczelni był Adalbert, syn Tomasza z Krasnego z diecezji włocławskiej.
Walerian, syn Krzysztofa, sprzedał Opackiemu w 1620 część Chinowa, Woli Chinowskiej, Przekor, Piekut i Kręzła. 
Jan Kazimierz był protonotariuszem apostolskim i kanonikiem warszawskim. W 1673 otrzymał prezentę na probostwo niepołomickie. 
Marcin Krasiński by stolnikiem podlaskim w 1676.
Marianna była w latach 1686-1718 żoną Michała Świnki Zielińskiego.
Michał z województwa witebskiego, elektor Augusta II.
Seweryn - łowczy kruszwicki (1702).
1737 nieznany z imienia Krasiński był cześnikiem zakroczymskim.
Krystyna była żoną Stanisława Nowickiego (1758).
W ziemi kujawskiej wzmiankowani Antoni i Fabian (1764) oraz Tomasz (1772). 
Jakub - komisarz graniczny inowrocławski (1764-1775).
Adalbert otrzymał w 1769 zgodę na odkupienie starostwa ostrowskiego od Karskich. 
Ambroży był rektorem konwiktu pijarskiego w Piotrkowie (1774).
Gabriel - przeor klasztoru paulinów w Łęcieszycach (1785). 
Aleksander był szambelanem dworu (1786).
Wincenty i Konstancja z Zarzyckich mieli troje dzieci urodzonych w Muchawce: Ludwika (ur. 1799), Stefana (ur. 1804) i Jana (ur. 1807).
Feliks - podporucznik 2. pułku ułanów w 1829.